# Ngân hàng liên doanh Lào-Việt
Ngân hàng liên doanh Lào-Việt (tên giao dịch tiếng Anh: Lao - Viet Bank, tên viết tắt LVB) là một ngân hàng liên doanh giữa Ngân hàng Đầu tư và Phát triển của Việt Nam và Ngân hàng Ngoại thương của Lào. Ngân hàng này có trụ sở tại 44 Lanexang Avenue, Viêng Chăn, Lào.

## Thành lập
Ngân hàng này được thành lập ngày 22 tháng 6 năm 1999, trước sự chứng kiến của các vị lãnh đạo cao cấp của hai Chính phủ, Ngân hàng Nhà nước, Ngân hàng Đầu tư và Phát triển Việt Nam (BIDV) và Ngân hàng Ngoại Thương Lào (BCEL) đã ký kết thoả thuận hợp tác thành lập Ngân hàng Liên doanh Lào-Việt.

## Thành tựu
- Huân chương Lao động hạng Nhất - Nhà nước Lào[1].